# Pedro Salinas
 (février 2022).
Pedro Salinas (Madrid, 27 novembre 1891 – Boston, 4 décembre 1951) est un poète espagnol de la Génération de 27.

## Biographie
Pedro Salinas est né à Madrid en 1891. Il suivit les cours de droit, ainsi que de philosophie et lettres de l’université centrale. En 1914, Il devint lecteur d’espagnol à la Sorbonne jusqu’en 1917. Cette même année, il obtient un doctorat en langues et lettres, suivi l’année d’après d’une chaire de langue et littérature espagnole à Séville. Après quoi, il part enseigner en Angleterre, à l'université de Cambridge (1922-1923), où il restera jusqu’en 1926.
Il fut aussi professeur à Murcia et Madrid. Son influence sur les jeunes poètes andalous est importante. Cernuda le traitait en ces termes : « Qui recourait à lui recevait toujours, pour le moins, un mot gentil, un geste, un stimulant ».
À son retour des États-Unis en 1926, il collabore au Centre d’études historiques formé par un groupe de chercheurs réunis par Ramón Menéndez Pidal. En 1932, il fonde la revue « Indice Literario », dont la finalité était de tenir informés les hispanistes des nouvelles littératures espagnoles. En 1933 il est nommé professeur de l’École Centrale de Langues et fonde l’Université Internationale de Santander où il occupe le poste de secrétaire général de jusqu’à 1936.
Forcé alors à l’exil à cause de la guerre civile en Espagne (1936-1939), il part s’installer aux États-Unis, où il enseigne au Wellesley College et à l'Université Johns-Hopkins à Baltimore.
Il ne retournera pas en Espagne mais cette période sera féconde en conférences, travaux et livres. Il recourt à diverses universités américaines, se partageant les classes de Baltimore et celles de l’Université de Porto Rico (1943-1946) où il occupe une chaire.
Il meurt à Boston en 1951, mais repose dans le cimetière St Jean à Porto Rico. Membre distingué de la génération de 27, il était, en plus d’être un grand poète, un brillant critique littéraire. Solita Salinas de Marichal a dit, s’exprimant sur sa personnalité : « Je dirais que Pedro Salinas était un homme à la fois ouvert et timide, extraordinairement expansif et, cependant, extrêmement pudique ».

## Poétique
Malgré son œuvre critique importante, nous nous attacherons à développer sa création poétique.
Salinas a dit : « La poésie est une aventure vers l’absolu. On arrive plus ou moins proche, on emprunte tel ou tel chemin : c’est tout », dans une citation qui résume sa conception de la poésie comme moyen, d’accès à la profondeur de la réalité, à l’essence des choses et des expériences vitales.
Sa création nécessite selon lui trois éléments de bases, qui apparaissent dans une autre de ses déclarations : « J’estime dans la poésie, surtout l’authenticité. Plus tard, la beauté. Après, le génie ». Les deux premiers éléments sont présents dans toute grande poésie, mais la référence au génie mérite d’être abordée. Pour Salinas, le sentiment et l’intelligence (le génie) sont liés de manière singulière. Selon lui, le génie lui permet d’approfondir les sentiments, et la réalité, pour voir plus loin que les anecdotes concrètes. C’est-à-dire tendre vers l’absolu. Il tente d’aborder la vie, le monde qui l’entoure. C’est la base de ses écrits, mais il ne peut oublier que la réalité souffre d’un processus d’idéalisation. C’est pour cela que l’intelligence, s’appuyant sur le sentiment, vient après la perception sensorielle.
Il recourt à des paradoxes, de subtils jeux de mots, des observations insolites, des condensations de concepts pour que le langage se plie à sa conception de l’approfondissement de la réalité. Le langage poétique de Salinas, d’une grande perfection artistique, se présente comme une forme apparemment spontanée, simple et dépouillée, même si cette simplicité n’est qu’apparente (voir infra). Ainsi Lorca renommera proses ses poèmes. Cette simplicité est le résultat d’un processus d’épuration rigoureuse et sélective, préférant les vers courts sans rime ayant comme conséquence sur le rythme d’une constance de métro et de répétitions de mots, structures syntaxiques et concepts. Dans tous les cas, il utilise des vers rigoureusement travaillés dans lesquels les mots sont disposés avec une exactitude méditée, chargés de sens et de profondes résonances.
La poésie de Pedro Salinas allie de singulières qualités : le génie, la beauté… Mais le plus remarquable est son authenticité. On y perçoit un profond équilibre humain dans lequel se côtoient l’esprit, la sensibilité et le cœur. Et, par-dessus tout, Salinas reste un grand poète de l’amour, dans son groupe poétique.
Sa poésie réunit à la fois l’avant-garde et la tradition. Sa recherche de l’essentiel rend son écriture simple, mais pour celui qui recherche la profonde complexité de la réalité, elle est complexe.
Le thème central de sa poésie est l’amour. Salinas est, comme Garcilaso au XVIe siècle, Bécquer au XIXe ou Aleixandre au XXe, un des grands poètes amoureux de la littérature espagnole. Salinas traite le thème de manière conceptuelle.
Razón de amor qui chante « le doux corps pensant » de l’aimée. Celle-ci étant une « parole du vocatif » (Julián Marías). Le poète ne chante pas seulement l’aimée, sinon par elle et pour elle. Le titre La voz a ti debida, utilise le « tu ». Ce « tu », à la fois pleinement personnel, est, avant d’être le corrélatif du « je », la création de celui-ci, sa conscience ou concept, le terme nécessaire relatif à l’activité mentale de l’amant, comme le signale très bien Spitzer. Poésie, donc, du « tu », mais aussi du « je » : idéalisme et relativisme poétique, vision subjectives des choses en « moi », dans le sujet pensant. Ce « tu » est un « tu » réel, de chair et de sang, mais dont la réalité physique nous échappe puisqu’elle reste abstrait dans le pur signal du pronom.
Para vivir no quiero

islas palacios, torres.

¡Qué alegría más alta:

vivir en los pronombres!
La réalité matérielle, l’univers en route, toujours vus en fonction de l’aimée, illuminé par l’amour, est soumis à une déréalisation ironique, à une manipulation ingénieuse des paradoxes, du contraste entre le oui et le non, des jeux des oppositions. Ce que le poète perçoit, à travers du concret, de l’anecdotique, de la réalité quotidienne, n’est pas elle-même, mais une autre plus haute : une trans-réalité symbolique. De là le fréquent usage de négations et de précisions de nuances. L’écriture de Salinas est une psychologie de l’amour qui, dans sa richesse, dans sa finesse d’analyses, rappelle Proust, et culmine dans une métaphysique poétique.
Il existe dans son œuvre, comme l’illustre un de ses titres (Fábula y signo), fable et signe. Signe parce que l’anecdotique s’articule en un système cohérent et significatif. Fable parce que cette poésie parle avec une retenue émotive, mais avec une fluidité effusive. Le trait de cette allégresse, de cette influence amoureuse est la succession de vers, libres de toute construction de la strophe, de la rigidité du métro et de la rime, vers généralement muets ou blancs, qui donnent à cette poésie une grande flexibilité.

## Œuvres
On peut distinguer trois étapes dans sa création. La première, qui dure jusque 1932, avec une poésie pure sous l’influence de Juan Ramón Jiménez. Une seconde étape de 1933 à 1939, où l’amour qui implique un enrichissement de la vie et de la personne, donne un sens au monde. Et une troisième étape après la guerre civile, en exil, recueils de poèmes dans lesquels nous observons une lutte entre sa foi dans la vie et les signes angoissants qu’il perçoit autour de lui. Son œuvre peut être divisée en trois parties, chacune marquant une étape de sa création.

### Initiale
Presagios (1923) ; Seguro azar (1929) ; Fábula y signo (1931)
L’étape initiale (1923-32) est marquée par l'influence de la poésie pure de Juan Ramón Jiménez. L'idée de la purification et la poétique de la perfection avec le protagonisme que les sujets affectueux reçoivent ce qu'ils décrivent de ce qui sera son étape d'ampleur. Appartiennent à cette étape Presagios (1923), Seguro azar (1929) et Fábula y signo (1931).
Pour Solita Salinas de Marichal, c’est une période de tâtonnement et de recherche de son expression propre. D’autres critiques la définissent comme une période de poésie pure et d’avant-garde. On peut retrouver dans ses poèmes les « joyeuses années 1920 ». cette vie insouciante, jeune, joyeuse, qui correspond à la période d’avant-garde : futurisme, créationnisme… Tout ce que verra Luis Cernuda comme un essai d’éviter l’humain au travers des paradoxes, des jeux de mots, face auxquels Salinas se montre ironique et sérieux.
Ses poèmes se caractérisent par des contenus épurés, une expression simple. Il tente de se rapprocher de l’humain, de l’amour, de la contemplation du monde. On peut parler d’un dialogue créateur entre le « je » lyrique et le « tu » des choses, représentant le monde environnant. On y sent une prédilection pour les rythmes courts, sans rimes ou muets. Le concept l’intéresse plus que la forme. C’est pour cela qu’il recherche une forme facile, avec un langage simple.
- Presagios (1923) montre son influence de Juan Ramón Jiménez et une certaine trace de Unamuno et d’Antonio Machado.
- Seguro Azar (1929) et Fábula y signo (1931) accentuent déjà des traits plus personnels qui caractériseront sa poésie : un lyrisme intellectuel peu fréquent dans la poésie espagnole, qui culmineront dans son livre que la critique considéra comme son œuvre principale : La voz a ti debida.

### Maturité
La voz a ti debida (1933) ; Razón de Amor (1936) ; Largo lamento (1938)
Le thème principal de cette période est l’amour, comme on le voit dans ces livres :
- La voz a ti debida (1934) est considéré comme un poème unitaire, où l’on peut retrouver différentes variations sur le thème de l’amour.

C’est une histoire vécue depuis la première passion jusqu’à la rupture, passant par une union pleine et absolue avec l’aimée. Une œuvre dépourvue de détails personnels, car pour lui, les noms sont remplacés par les pronoms « je » et « tu »,
Selon certains critiques, le « tu » est une femme de chair et de sang (pour Guillén). Pour d’autres le « tu » serait la conscience de l’auteur. Crispin, lui, voit l’œuvre comme un symbole de la création et de la perte de l’Éden amoureux.
Certaines personnes considèrent que cette œuvre est la première d’une trilogie qui se poursuivra avec Razón de amor et Largo Lamento.
- Razón de Amor (1936) doit son nom à un poème médiéval. Il traite du désespoir, de la fin d’un amour passionné, quand la communication se complique et devient impossible. Reste seulement la rupture, qui, dans Largo Lamento se transforme en mélancolie et douleur du fait de la prise de conscience que cette rencontre ne se reproduira plus jamais.
- Largo Lamento (1938), dont quelques poèmes furent publiés en 1957 sous le titre Volverse sombra, si bien que l’édition définitive apparaît incorporée dans les Poesías completas de 1971, compilée par sa fille, Soledad Salinas.

C’est un livre d’amour, mais, à la différence des deux autres, cet amour est ravagé par la désolation d’une passion agonisante.

### Exil
El contemplado (1946); Todo más claro (1949) ; Confianza (1955)
C’est une période où le style du poète se transforme. Ce sont des écrits d’exil. Après la guerre, Salinas laisse la thématique amoureuse et se concentre sur le monde nouveau, mais empreint de la nostalgie qui touche les exilés. Il se sent maintenant solidaire des angoisses de l’homme. Sa poésie se fait plus inquiète et sa thématique s’assombrit avec des représentations dramatiques, comme la bombe atomique, thème de son poème « Cero », inclus dans l'ouvrage Todo más claro.
De son œuvre écrite aux États-Unis, deux livres furent publiés à titre posthume : Confianza en 1955 et Largo Lamento, qui, bien que rédigé ou terminé en 1938, ne fut inclus que dans l’édition de Poesías completas parue chez l’éditeur Barral en 1971, avec un prologue de Jorge Guillén, un de ses amis intimes.
- El contemplado (1946, paru au Mexique) est une œuvre brève qui fait référence à la mer de Porto Rico, contemplée par ses yeux et son corps. Cette mer est le paradis, d’abord pour le poète, après pour tous les humains.

La vue du poète se fait métaphysique, éthique, mystique. Salinas se rapproche de Juan de la Cruz.
- Todo más claro (publié à Buenos Aires en 1949) réunit des poèmes écrits entre 1937 et 1947. C’est un livre amer, où la société de consommation, exaltée, se voit tragique. C’est un texte plus réaliste qui propose la poésie comme organisation de ce monde chaotique, déshumanisé.
- Confianza (livre posthume publié à Madrid en 1955) est un livre négatif, de découragement quand bien même on y trouve une certaine espérance, de contemplation du monde. L’œuvre exprime bien que le poète ne se défit pas face aux menaces qu’il voyait surgir. On y retrouve cet amour de la vie, son espérance et sa confiance en elle. On ne dirait pas que l’auteur pressentait qu’il ne lui restait pas beaucoup d’années à vivre. Ces poèmes d’espérances ferment une œuvre poétique dans laquelle le trait dominant réside dans la subtilité intellectuelle, la fluidité de la forme poétique, le sentiment spirituel de recréer le monde pour l’améliorer, afin d’illuminer les choses qui l’entourent.

Ses œuvres poétiques sont de grande qualité, mais ce ne sont pas les seules. Salinas s’est essayé aussi à différents genres : le théâtre, le roman, l’essai, la critique littéraire. Il cultive comme auteur dramatique un théâtre mineur. Il écrit 12 pièces, la majeure partie en un acte, où il mélange les éléments coutumiers et populaires avec de la fantaisie, comme dans La fuente del arcángel, La cabeza de Medusa, Ella y sus fuentes, La estratosfera (dans laquelle on retrouve une trace du théâtre d’Arniches), La isla del tesoro, et autres. Il écrit aussi deux œuvres de théâtre : Judit y el Tirano et El director.
Comme romancier, à part une tentative en 1926, Visperas del gozo, dans la ligne intellectuelle et poétique des années 1920, Pedro Salinas publie deux œuvres en exil : El desnudo impecable y otras narraciones (1951), La bomba increible de 1950, narration fantastique dans laquelle il aborde, comme dans le poème « Cero », le thème de la bombe atomique.
Il a été aussi un critique littéraire, au style clair, avec une profonde compréhension et grande pénétration de l’œuvre littéraire. Ses plus importantes critiques sont : « Reality and the poet » in Spanish Poetry, Literatura española. Siglo XX (1949), La poesía de Rubén Darío (1948), Jorge Manrique o tradición y originalidad (1947).
Il a aussi écrit des essais : El defensor (1948), Ensayos de literatura hispánica (1958), La responsabilidad del escritor (1961).
On lui doit aussi des éditions de Meléndez Valdes y San Juan de la Cruz, une version moderne du Poème du Cid, et des traductions de Musset, Mérimée, et Proust.